# 尚书翰
尚书翰（1920年5月5日—1982年11月5日），河北省邢台县宋家庄乡北坡村人。中华人民共和国政治人物。

## 生平
1941年，加入中国共产党。历任中共邢台县第三区分委会组织委员、书记。第二次国共内战，历任中共邢西县委组织部部长，中共邢台县委组织部副部长、部长，赞皇县公安局局长，中共赞皇县委副书记。1949年随军南下，任长江支队第一大队第五中队政治指导员。
1949年9月至1952年10月历任中共惠安县委书记，兼任惠安县独立营(警备大队)政委；其间于1950年4月至11月，兼任中共惠安县妇女运动委员会书记，1951年1月任惠安县首届各界人民代表会议第四次会议土地改革委员会主任。1951年12月，任惠安县首届各界人民代表会议第七、八次会议主席。1952年10月至1954年4月，任中共晋江县委书记，其间于1953年1月至1954年3月，兼任晋江县人武部政委。1954年6月，起历任中共晋江地委委员、常委、组织部长。1955年3月至1962年12月，任中共晋江地委第二副书记，其间于1958年3月，任中共晋江地委组织部部长。1962年12月至1968年8月任福建省卫生厅党组副书记、副厅长。1980年任福建省卫生厅顾问。是政协福建省第四届委员会委员。1982年11月5日，在福州逝世。